# Robert Kuwałek
Robert Kuwałek (* 1966 in Lublin, Polen; † 6. Juni 2014 in Lwiw, Ukraine) war ein polnischer Historiker und Autor. Er widmete sich dem Schicksal der jüdischen Bevölkerung im Raum Lublin und Lemberg während des Holocausts, der Aktion Reinhardt, der Erforschung der fast völlig in Vergessenheit geratenen sogenannten Transitghettos, insbesondere dem Ghetto Izbica, und den Vernichtungslagern Belzec und Sobibor.

## Leben
Robert Kuwałek studierte an der Katholischen Universität Lublin. Seine Magisterarbeit Organizacja Ogólnych Syjonistów w Lublinie w latach 1926–1939 (The Organization of General Zionists in Lublin in 1926–1939 period) schrieb er bei Professor Ryszard Bender. Er arbeitete zunächst im Staatsarchiv Lublin. Von 1995 bis 1999 wirkte er als Geschichtslehrer in Bychawa und an der Stanisław Wyspiański Schule in Lublin. 1999 wurde er bei Professor Zygmunt Mańkowski über die jüdische Gemeinde von Lublin in den Jahren 1821–1914 promoviert. Im gleichen Jahr wurde er Mitarbeiter der Gedenkstätte (Staatliches Museum) Majdanek.
2002 erhielt er ein Stipendium der Kosciuszko Foundation für ein Forschungsprojekt am United States Holocaust Memorial Museum in Washington and US-Nationalarchiv in College Park, Maryland.
Von 2004 bis 2007 war er Leiter der neuen Gedenkstätte in Belzec, die der Gedenkstätte Majdanek angeschlossen ist. Ab 2007 arbeitete er in der Forschungsabteilung des Museums in Majdanek. Im Jahr 2010 veröffentlichte das Staatliche Museum Majdanek seine Monografie über das Vernichtungslager Belzec.
Er engagierte sich in der Polnisch-Jüdischen Gesellschaft in Lublin. Er gehörte zu den Gründern der internationalen Forschungsgruppe H.E.A.R.T. (Holocaust Education & Archive Research Team). Er arbeitete intensiv mit Bildungseinrichtungen zusammen, die sich der jüdischen Geschichte widmen; in Lublin war es das Ośrodek „Brama Grodzka – Teatr NN“, in Deutschland das Bildungswerk Stanisław Hantz.
Er war Mitglied der polnischen Redaktion des Buches Gerechter unter den Völkern.

## Ehrungen
- 2008 erhielt er den polnischen Orden Polonia Restituta II. Klasse für seinen Beitrag zur Jüdischen Geschichte und Kultur.
- 2014 verlieh die Vereinigung der Jüdischen Kriegsveteranen und Opfer des Zweiten Weltkrieges  ihm die Medaille des Warschauer Ghetto Aufstandes.
- Der Robert Kuwałek Preis wurde erstmals 2014 von dem Bildungswerk Stanisław Hantz für einen Geschichtswettbewerb ausgelobt. Er wurde am 20. Oktober 2014 Schülern der Maria Konopnicka Schule in Izbica verliehen.

## Werke (Auswahl)
- Obóz zagłady w Bełżcu. Państwowe Muzeum na Majdanku, Lublin 2010, ISBN 978-83-925187-8-5.
  - Das Vernichtungslager Bełżec. deutsche Übersetzung von Steffen Hänschen. Metropol Verlag, Berlin 2013, ISBN 978-3-86331-079-0.
  - Belzec le premier centre de mise à mort. französische Übersetzung von Alexandre Dayet. Calmann-Lévy, Paris 2013, ISBN 978-2-7021-4431-2.
- Getta tranzytowe w dystykcie lubelskim (Izbica, Piaski, Rejowiec, Trawniki). Lecture for the International Conference "Aktion Reinhardt. The Annihilation of the Jews in Generalgouvernement." Lublin 2002.
- Heritage trail of the Lublin Jews. Lubelski Ośrodek Informacji Turystycznej, Lublin 2002.

- The Ghetto in Lublin. übersetzt von Sophie Frankenberg (née Mendelson).

- Das Durchgangsghetto in Izbica. In: Theresienstädter Studien und Dokumente. 2003, S. 321–351.

- Das Transitghetto Izbica. in Bildungswerk Stanisław Hantz.

- Die Transit-Ghettos Izbica, Piaski und Rejowiec. in www.deathcamps.org

- Die Durchgangsghettos im Distrikt Lublin. In: Bogdan Musial: Aktion Reinhardt. Der Völkermord an den Juden im Generalgouvernement 1941–1944. Osnabrück 2004, ISBN 3-929759-83-7.

- Das kurze Leben »im Osten« Jüdische Deutsche im Distrikt Lublin aus polnisch-jüdischer Sicht. In: Birthe Kundrus, Beate Meyer (Hrsg.): Die Deportation der Juden aus Deutschland : Pläne - Praxis - Reaktionen. Wallstein Verlag, Konstanz 2004, ISBN 3-89244-792-6, S. 112–135.

- Die letzte Station vor der Vernichtung : das Durchgangsghetto in Izbica. In: Deutsche, Juden, Polen : Geschichte einer wechselvollen Beziehung im 20. Jahrhundert. Herausgeber: Andrea Löw, Kerstin Robusch, Stefanie Walter, Frankfurt am Main 2004, ISBN 3-593-37515-X, S. 157–179.

- Von Lublin nach Bełżec: auf Spurensuche. Leben und Vernichtung der Juden im südöstlichen Lubliner Land. Übersetzung von Małgorzata Motylewska. Lublin 2006, ISBN 83-922318-8-0.

## Nachrufe
- Bildungswerk Stanisław Hantz: Robert Kuwalek verstorben (deutsch)
- Bildungswerk Stanisław Hantz: Robert Kuwalek (deutsch)
- Obituary at Jewish Heritage Europe (englisch)
- H.E.A.R.T. Robert Kuwalek (englisch)
- Kuwałek's biography in Leksykon Lublin, Ośrodek Brama Grodzka-Teatr NN (polnisch)
- Paweł P. Reszka, "Znany lubelski historyk nie żyje," Gazeta Wyborcza Lublin, 7 June 2014  (polnisch)